# Zimmerius villarejoi
A Zimmerius villarejoi a madarak (Aves) osztályának a verébalakúak (Passeriformes) rendjébe és a királygébicsfélék (Tyrannidae) családjába tartozó faj.

## Rendszerezése
A fajt Jose Alvarez Alonso és Bret M. Whitney írták le 2001-ben.

## Előfordulása
Peru északi részén honos. Természetes élőhelyei a szubtrópusi és trópusi száraz erdők. Állandó, nem vonuló faj.

## Megjelenése
Testhossza 10 centiméter, testtömege 6-7 gramm.

## Életmódja
Rovarokkal és kisebb gyümölcsökkel táplálkozik.

## Természetvédelmi helyzete
Az elterjedési területe kicsi és az emberi tevékenység következtében még csökken is, egyedszáma 10000 példány körüli és csökken. A Természetvédelmi Világszövetség Vörös listáján sebezhető fajként szerepel.